# Вобија
Вобија (итал. Vobbia) је насеље у Италији у округу Ђенова, региону Лигурија.
Према процени из 2011. у насељу је живело 146 становника. Насеље се налази на надморској висини од 455 м.

## Становништво
| 1931. | 1936. | 1951. | 1961. | 1971. | 1981. | 1991. | 2001. | 2011. |
| ----- | ----- | ----- | ----- | ----- | ----- | ----- | ----- | ----- |
| 1.611 | 1.523 | 1.346 | 1.019 | 848   | 686   | 554   | 497   | 463   |